# 에담 치즈
에담 치즈(네덜란드어: Edammer kaas 에다머르 카스[*])는 네덜란드의 대표적인 치즈이다. 에담이란 이름은 북네덜란드의 항구 도시 에담에서 명명된 것이다.
외부는 왁스 성분으로 둘러싸여 마치 둥근 공처럼 생겼는데 검은 색이 다른 색보다 17주정도 더 숙성된 제품이다. 다른 제품과 달리 향은 거의 없고 맛은 약간 호두맛이나며 조금 짜다. 지방 함유율은 다른 치즈에 비해 낮은 편이다.